# Курганинск
Курганинск (на руски: Курганинск) е град в Русия, административен център на Курганински район. Населението му през 2010 година е 47 970 души.

## Население
Населението на града през 2010 година е 47 970 души. През 2002 година населението на града е 46 618 души, от тях:
- 39 528 (84,8 %) – руснаци
- 4357 (9,3 %) – арменци
- 1125 (2,4 %) – украинци
- 254 (0,5 %) – германци
- 252 (0,5 %) – беларуси
- 145 (0,3 %) – татари
- 100 (0,2 %) – грузинци
- 95 (0,2 %) – цигани
- 71 (0,2 %) – азербайджанци
- 63 (0,1 %) – адигейци
- 50 (0,1 %) – гърци
- 2 – турци